# Forza Multinazionale in Libano
La Forza Multinazionale in Libano (MFL) fu un contingente militare internazionale per un'operazione di peacekeeping in Libano, composto da reparti delle forze armate di Francia, Stati Uniti d'America, Italia e Regno Unito. Operò a Beirut dal 1982 al 1984, come forza di interposizione tra le milizie dell'OLP e le truppe israeliane, impegnate nell'ambito della guerra del Libano.

## Storia

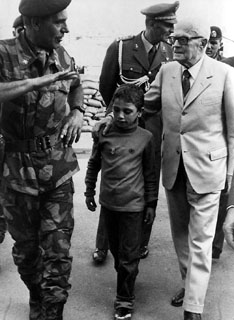
Il gen. Franco Angioni accompagna il presidente Sandro Pertini, durante la visita al contingente italiano in Libano nel 1983

In seguito all'operazione Pace in Galilea, condotta dalle forze militari israeliane all'interno del Libano, venne raggiunto un accordo, grazie alla mediazione dell'inviato del presidente statunitense Ronald Reagan in Libano Philip Habib, secondo cui forze militari di pace statunitensi, francesi, italiane e britanniche avrebbero garantito ai sopravvissuti dell'OLP di trovare rifugio negli Stati arabi confinanti e allo stesso tempo che i civili palestinesi nei campi profughi non sarebbero stati nuovamente armati.

### Primo intervento
Le truppe sbarcarono nelle spiagge vicino a Beirut nell'agosto 1982. Gli italiani denominarono il loro intervento Missione Italcon, i francesi Opération Diodon. I parà del 2e Régiment étranger de parachutistes della Legione straniera furono i primi ad entrare nella città, sbarcando nel porto da veicoli anfibi della Marine nationale per poi spostarsi nei sobborghi; i legionari diressero lo sgombero delle forze dell'OLP dalla città, trovandosi sotto il fuoco sporadico di qualche tiratore scelto ma senza subire perdite. L'operazione durò una ventina di giorni, e il contingente internazionale fu poi ritirato insieme al resto della forza multinazionale il 12 settembre seguente.

### Secondo intervento
Due soli giorni dopo la partenza delle truppe italiane vi fu l'attentato al quartier generale dei cristiano-maroniti dove persero la vita l'appena eletto presidente della repubblica Bashir Gemayel e 25 dirigenti falangisti, organizzato da siriani e palestinesi. Il 16 settembre la ritorsione con i massacri delle milizie delle Forze Libanesi nei campi profughi palestinesi di Sabra e Shatila. Così la decisione di un nuovo intervento internazionale con la Forza multinazionale che sbarcò ancora a partire dal 29 settembre 1982.
In principio la missione era nata come iniziativa ONU, ma il veto dell'URSS annullò l'egida internazionale mentre il contingente era in navigazione verso il Libano, per cui la missione si trasformò in corso d'opera in uno sforzo eminentemente nazionale, di USA (11th Airborne Division poi 9th Marine Infantry Division), Francia (régiment de parachutistes d'infanterie de marine, poi il 2e régiment étranger de parachutistes) e Italia (Missione Italcon), cui si aggiunse nel febbraio 1983 la Gran Bretagna, con il 1º Reggimento Dragoni della Regina.
Una forte presenza navale, in particolare americana e francese, era presente al largo delle coste libanesi, con apporto di forze aeree imbarcate.

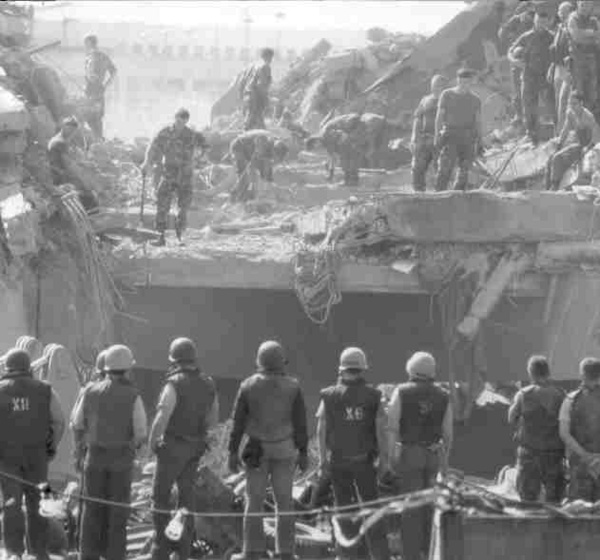
Le rovine della base Usa dopo l'attentato che provocò la morte di 241 marines

#### Gli attentati
L'11 novembre 1982 un'autobomba fece saltare il quartier generale israeliano a Tiro, che causò la morte di 28 militari e decine di feriti. Fu la prima azione terroristica di Hezbollah.
Il 18 aprile 1983 un attacco suicida all'ambasciata americana a Beirut ovest provocò la morte di 63 persone.
Il 23 ottobre 1983 un duplice attentato dinamitardo da parte di Hezbollah alle basi (francese e americana) della forza multinazionale causò la morte di 241 marines statunitensi e 56 paracadutisti francesi.
Il moltiplicarsi di attentati e rapimenti causò il ritiro pochi mesi dopo delle truppe di pace. La missione terminò il 6 marzo 1984.
Gli Stati Uniti hanno perso nella missione 265 militari in Libano, di cui 24 in nove episodi ostili, e 241 nel solo bombardamento della caserma, e 159 sono rimasti feriti. La Francia ha perso 89 soldati (58 Paracadutisti nell'attentato alla loro caserma) mentre gli italiani ne hanno persi due, oltre a 75 feriti.